# Erik Forsgren (läkare)
Erik Abraham Forsgren, född 13 september 1896 i Falun, död 21 januari 1988 i Sunne, var en svensk läkare och fysiolog.
Erik Forsgren var son till bergsingenjören Oskar Forsgren. Efter studentexamen i Falun 1914 blev han 1918 medicine kandidat, 1923 medicine licentiat och 1927 medicine doktor vid Karolinska Institutet. Åren 1927–1928 var Forsgren docent i Medicin. Efter sjukhusförordnanden i medicin blev han 1931 sanatorieläkare vid Svenshögens sanatorium och dispensärledare i Göteborgs och Bohus län 1932. Forsgrens främsta arbeten behandlade ämnesomsättningens rytmik. Utifrån histologiska och kemiska undersökningar upptäckte han att leverns funktion under dygnet rytmiskt växlar mellan sockerupplagring och gallavsöndring, och försökte senare påvisa motsvarande dygnsvariationer i andra ämnesomsättningsfunktioner. Forsgrens arbeten fick stor praktisk betydelse för behandlingen av diabetes. Han belönades 1936 med Svenska läkaresällskapets jubileumspris för sina arbeten. Forsgren är gravsatt på Östra kyrkogården i Sunne.